# Pachydactylus tsodiloensis
Pachydactylus tsodiloensis är en ödleart som beskrevs av  Johann Wilhelm Haacke 1966. Pachydactylus tsodiloensis ingår i släktet Pachydactylus och familjen geckoödlor. IUCN kategoriserar arten globalt som nära hotad. Inga underarter finns listade i Catalogue of Life.